# Boris Lwowitsch Puschkin
Boris Lwowitsch Puschkin (* 1915; † 1967 in Moskau) war ein sowjetischer Fotograf.
Puschkin war von 1941 bis 1945 Korrespondent bei Fotochronik TASS und lieferte Fotos von der sowjetischen Front. Nach dem Krieg trat er dem Journalistenverband bei und arbeitete für die Zeitschriften Schisn Leningrada, Snamja und Ogonjok.